# Proxima Centauri (musikalbum)
Proxima Centauri är det norska black metal-bandet Ancients femte studioalbum, utgivet 2001 av skivbolaget Metal Blade Records.

## Låtlista
1. "A Lurking Threat" (instrumental) – 0:38
2. "Proxima Centauri" – 4:37
3. "The Ancient Horadrim" – 4:50
4. "In the Abyss of the Cursed Souls" – 6:00
5. "The Witch" – 4:15
6. "Apophis" – 2:58
7. "Satan's Children" – 5:31
8. "Beyond the Realms of Insanity" – 6:46
9. "Audrina, My Sweet" – 2:46
10. "On Blackest Wings" – 3:16
11. "Eyes of the Dead" – 4:00
12. "Incarnating the Malignant Deity" – 9:32

- Text: GroM (spår 2, 3), Aphazel (spår 6, 8, 12), Deadly Kristin (spår 4, 10), Jesus Christ ! (spår 5, 7, 11), Scareifina (spår 9)
- Musik: Aphazel/GroM (spår 1, 3, 4, 6), Aphazel (spår 2, 8, 10, 12), Jesus Christ! (spår 5, 7, 9, 11)

## Medverkande
Musiker (Ancient-medlemmar)
- Aphazel (Magnus Garvik) – gitarr, basgitarr, keyboard, sång
- Deadly Kristin (Cristina Parascandolo) – sång
- Jesus Christ! (David Sciumbata) – gitarr, basgitarr, keyboard
- Dhilorz (Danilo Di Lorenzo) – basgitarr
- GroM (Diego Meraviglia) – trummor, percussion, bakgrundssång

Bidragande musiker
- Scareifina – bakgrundssång

Produktion
- Ancient – producent
- Jacob Hansen – producent, ljudtekniker, ljudmix
- Kristian 'Risza' Isaksson – ljudtekniker
- Chris Athens – mastering
- Aphazel – omslagsdesign
- GroM – omslagsdesign, omslagskonst
- Air-Brush Perre – omslagskonst
- Catherine Damoiseaux – foto